# Johann Gottfried Müthel
Johann Gottfried Müthel (Mölln, 17 de gener de 1728 - Bienenhof prop de Riga, 14 de juliol de 1788) fou un compositor i organista alemany.
Fou deixeble de Kunsen, i el 1738 entrà en la música de la cort de Schwerin, però poc temps després assolí permís per a visitar en Bach, al costat del qual va romandre algun temps. Després de la mort del músic visità diverses poblacions i s'establí a Riga el 1753 com a director de la capella del baró de Vietinghoff, sent nomenat el 1755 organista de la catedral d'aquella ciutat.
Les seves obres es distingeixen per la seva originalitat i força, no exempta de rudesa, i entre aquestes cal citar: Oden und Lieder von versckiedenen Dichtern in die Musik gesetzt (Riga, 1767); Duetto für 2 Klaviere, 2 Flügel, oder Forte-Piano (Riga, 1771) i gran nombre de cantates sobre poesies de Herder.